# Barbecue Bob
Barbecue Bob (11 de septiembre de 1902 - 21 de octubre de 1931), cuyo nombre real era Robert Hicks, fue un músico de blues estadounidense.
Nacido en Walnut Grove, Georgia, comenzó tocando la guitarra de seis cuerdas pero escogió posteriormente la de doce cuerdas al trasladarse a Atlanta en los años 1923-1924. Se convirtió en un intérprete destacado del, reciente por entonces, estilo Atlanta Blues; durante su corta carrera musical realizó grabaciones en discos de 68 y 78 rpm. Falleció en Lithonia, Georgia, en 1931.
Su hermano mayor, Charles, también tocó blues realizando sus grabaciones bajo el nombre de Laughing Charley Lincoln.